# Thyriscus anoplus
Thyriscus anoplus är en fiskart som beskrevs av Gilbert och Burke 1912. Thyriscus anoplus ingår i släktet Thyriscus och familjen simpor. Inga underarter finns listade i Catalogue of Life.